# Anthopleura michaelseni
Anthopleura michaelseni is een zeeanemonensoort uit de familie Actiniidae.
Anthopleura michaelseni is voor het eerst wetenschappelijk beschreven door Pax in 1920.